# Ritratto di giovane donna (Botticelli Firenze)
Il Ritratto di giovane donna è un dipinto a tempera su tavola (61x40 cm) di Sandro Botticelli, databile al 1475 circa e conservato nella Galleria Palatina di Firenze.

## Storia
La critica ottocentesca ha chiamato questo ritratto come Simonetta, intendendo Simonetta Vespucci, la donna amata da Giuliano de' Medici e morta prematuramente in una Firenze che l'aveva definita come l'ideale vivente "senza paragoni" di bellezza femminile. In realtà confrontando la donna ritratta con le altre immagini presunte di Simonetta (come la Nascita di Venere o il ritratto di Piero di Cosimo) la fisionomia è molto diversa.
La critica non è riuscita a stabilire l'identità della donna (potrebbe trattarsi anche di Clarice Orsini, moglie di Lorenzo il Magnifico o di Fioretta Gorini, amante di Giuliano de' Medici
) né ha trovato accordo sulla datazione, che viene fatta oscillare dall 1475 al 1490. Le opinioni più probabili, basate su confronti stilistici, la datano al 1485 circa.
L'autografia della tavola, che è tagliata su tutti e quattro i lati, è stata anche messa in discussione, come hanno avanzato i curatori dell'Opificio delle Pietre Dure che ne curarono il restauro nel 1988. Più recentemente è stata riaffermata come opera del maestro, soprattutto dagli scritti di Serena Padovani, che nell'ultimo catalogo della Galleria Palatina riportò anche le opinioni orali di Bellosi, Boskovits, Pope-Hennessy.

## Descrizione e stile
La donna è ritratta di profilo verso sinistra, sullo sfondo di una finestra (o una porta?) con cornice in pietra aperta su un cielo azzurrino. Il disegno è molto fine e si basa sull'uso della linea di contorno, che definisce un'effigie elegante e molto idealizzata. Il volto, con i capelli raccolti da un velo annodato in testa, tradisce una certa malinconia tipica delle opere del pittore. Il lungo collo è innestato su un busto leggermente rimpicciolito e con un andamento un po' curvo. Il vestito scollato, elegante ma non sfarzoso, rimanda a una donna della borghesia fiorentina, con analogie con altri ritratti dell'epoca, come il celebre Ritratto di giovane dama di Antonio del Pollaiolo (1470-1472).